# Pignols
Pignols é uma comuna francesa na região administrativa de Auvérnia-Ródano-Alpes, no departamento Puy-de-Dôme. Estende-se por uma área de 9,24 km². Em 2010 a comuna tinha 345 habitantes (densidade: 37,3 hab./km²).